# Seren Sahin

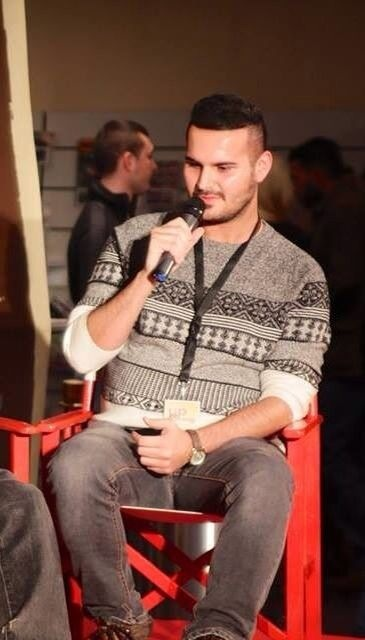
Sahin 2013 während einer Publikumsdiskussion im Rahmen des Hannover Film Festival

Seren Sahin (* 29. April 1989 in München) ist ein deutscher Filmproduzent, Webvideoproduzent und ehemaliger Schauspieler.

## Leben
Seren Sahin ist Enkelkind einer türkischen Gastarbeiterfamilie, die in den 1970er Jahren nach Deutschland gekommen ist.
Sahin besuchte zunächst die Grundschule und Mittelschule an der Führichstraße in München. Danach trat er an die Ludwig-Thoma-Realschule und das Asam-Gymnasium München über. Er ist Absolvent der Betriebswirtschaftslehre (B. Sc.) und Volkswirtschaftslehre (B. Sc.) der Universität Augsburg. Sahin studierte von 2019 bis 2024 an der Hochschule für Fernsehen und Film München (HFF München) Produktion und Medienwirtschaft und war Stipendiat der Verwertungsgesellschaft der Film- und Fernsehproduzenten mbH (VFF) und Oskar-Karl-Forster-Stiftung.
Sahin hatte mit 15 Jahren seine erste Hauptrolle in einem Kurzfilm namens security measures. Im Jahre 2011 bekam er die Hauptrolle des Cem im Kurzfilm Clash. Der Film bekam den Preis für das beste Drehbuch beim Bayerischen Jugendfilmfestival 2012 verliehen.
Sahin arbeitet eng mit dem deutschen Regisseur Kai Sitter zusammen.
Im September 2012 hat er die Hauptrolle des Emre im Film Üç gespielt. Der Film wurde in München und Istanbul gedreht. Clash wurde im Februar 2012 als „bester Kurzfilm“ auf dem Berliner Independent Film Festival vorgeschlagen. Im Rahmen des 66. Cannes Film Festival war er im „Short Film Corner“ zu sehen. Im April 2013 berichteten türkische Zeitungen und Kanal D anerkennend von Sahin und der Erstvorstellung von Üç in München. Des Weiteren wurde dieser Film im September 2013 für den „Tag der Talente“ in Berlin, im Auftrag des Bundesministerium für Bildung und Forschung, und für den Deutschen Nachwuchsfilmpreis 2013 beim Filmfest up-and-coming im November 2013 in Hannover nominiert.
Ein weiterer Kurzfilm, in dem Sahin mitspielte, war In der Galerie. Außerdem hat er diesen Film koproduziert. In diesem Film teilte er die Hauptrolle des Thalall mit Nadia Hilker, die aus der Fernsehserie  The Walking Dead bekannt ist. Der Film feierte seine Filmpremiere im Mai 2014 in Berlin im Kino Moviemento und Kino Babylon. In der Galerie hat in türkischen Kinozeitschriften und Zeitungen positive Resonanz bekommen.
Im Jahr 2014 produzierte Sahin den Kurzfilm Still Leben, in dem er neben Stefan Murr auch Darsteller ist. Im Mai 2015 ist der Film in den USA auf dem Maryland International Film Festival gelaufen. Im selben Monat hat er auf dem WorldFest-Houston International Film Festival mit dem „Remi Award“ in Gold einen internationalen Erfolg feiern können.
Sahin spielte an den Münchner Kammerspielen im Theaterstück Der Fall Meursault – eine Gegendarstellung des iranischen Regisseurs Amir Reza Koohestani, nach dem Roman von Kamel Daoud. Darüber hinaus spielte er im Theaterstück América des Regisseurs Stefan Pucher.
Im Jahr 2017 spielte Sahin im mittellangen Spielfilm Gestrandet von Kai Sitter. Der Film handelt vom „Neu-Ankommen“ in Deutschland – wie sich geflüchtete Menschen in Deutschland fühlen, wie sie aufgenommen werden und wie sie damit umgehen.
Im Jahr 2020 wurde der von Sahin produzierte mittellange Spielfilm Gefangen fertiggestellt. Dieses Projekt produzierte Sahin, bevor er sein Studium an der Hochschule für Fernsehen und Film München begann. Bei diesem Filmprojekt gab es nur ein Konzept, weil alle Dialoge mit den Schauspielern zusammen direkt vor Ort am Set entwickelt sowie viele Szenen erst kurz vor und während des Drehs richtig erarbeitet und geprobt wurden. Außer als Produzent war Sahin – zusammen mit dem Regisseur Kai Sitter – auch als Filmeditor beteiligt. Der Film feierte seine Premiere im März 2020 auf der Regensburger Kurzfilmwoche und lief 2020 und 2021 auf zahlreichen deutschen, englischen und US-amerikanischen Filmfestivals. Sahin gewann mit Gefangen drei Filmpreise in den USA, unter anderem im Mai 2021 den „Remi Award“ in Platinum.
2020, im ersten Ausbildungsjahr an der Hochschule für Fernsehen und Film München, produzierte Sahin, gemeinsam mit Felix Herrmann, Eva-Maria Hartmann und Aylin Kockler, den Langfilm Gott ist ein Käfer von Regisseur Felix Herrmann. Der Film wurde vom FilmFernsehFonds Bayern und der Beauftragten der Bundesregierung für Kultur und Medien gefördert. Seine Uraufführung hatte der Film im Jahr 2022 auf dem Filmfest München, wo er die Reihe Förderpreis Neues Deutsches Kino eröffnete. Des Weiteren wurde der Film für den Fritz-Gerlich-Filmpreis nominiert.
2022 produzierte Sahin an der Hochschule für Fernsehen und Film München den Kurzfilm Killing Bagheera, der u. a. bei den 44. Biberacher Filmfestspielen und beim Filmfestival Türkei/Deutschland den Preis für den Besten Kurzfilm erhielt. Des Weiteren erhielt Sahin für Killing Bagheera den Förderpreis vom FilmFernsehFonds Bayern. Außerdem war der Film auf acht Oscar-qualifying Film-Festivals weltweit nominiert, darunter zwei in den USA. 2023 erhielt Sahin den Wychwood Media Social Impact Award in Cambridge, der von David Yates gestiftet wurde.
Sahin war im Jahr 2024 unter den Semifinalisten bei den Student Academy Awards mit dem Film Die Gedanken unserer Vorfahren, ein afrofuturistisches Sci-Fi-Dokumentarfilmprojekt. Sahin arbeitete zuletzt als Producer an dem neuen Spielfilm Gelbe Briefe des Oscar-nominierten Regisseurs İlker Çatak und des Oscar-nominierten Produzenten Ingo Fliess.
Im Februar 2025 wurde der von Sahin produzierte Film Die Gedanken unserer Vorfahren beim Oscar-qualifying Pan African Film Festival (PAFF) mit dem Ja'Net Dubois Festival Award ausgezeichnet, in Los Angeles, USA. Des Weiteren wurde Sahins Film Future is Panorama beim Oscar-qualifying Woodstock Film Festival in New York, USA, mit einer Honorable Mention ausgezeichnet.

## Filmografie (Auswahl)
- 2012: Clash (Kurzfilm)
- 2013: Üç (Kurzfilm)
- 2014: In the Gallery (Kurzfilm)
- 2015: Still Leben (Kurzfilm)
- 2017: Gestrandet (Kurzfilm)
- 2020: Gefangen (Kurzfilm)
- 2022: maybe tomorrow (Kurzfilm)
- 2022: Killing Bagheera (Kurzfilm)
- 2022: Gott ist ein Käfer (Langfilm)

## Auszeichnungen
Pan African Film Festival (PAFF) 2025
- Auszeichnung mit dem Ja'Net Dubois Festival Award für Die Gedanken unserer Vorfahren

Woodstock Film Festival 2024
- Auszeichnung mit einem Honorable Mention für Future is Panorama

Europäisches Filmfestival Göttingen 2024
- Auszeichnung mit einem Bester Spielfilm Award für Future is Panorama

Wendland Shorts Kurzfilmfestival 2023
- Auszeichnung mit dem Goldenen Storch für Killing Bagheera

Regensburger Kurzfilmwoche 2023
- Auszeichnung mit dem FilmFernsehFonds Bayern Förderpreis für Killing Bagheera

Filmfestival Türkei/Deutschland 2023
- Auszeichnung mit dem Kurzfilmpreis (3. Platz) für Killing Bagheera

Türkisches Filmfestival Frankfurt 2023
- Auszeichnung mit dem Kurzfilmpreis (1. Platz) für Killing Bagheera

Biberacher Filmfestspiele 2022
- Auszeichnung mit dem Kurzfilm-Biber für Killing Bagheera

Filmfest München 2022
- Nominierung für den Förderpreis Neues Deutsches Kino als Bester Nachwuchsproduzent für Gott ist ein Käfer

Fritz-Gerlich-Filmpreis 2022
- Nominierung für Gott ist ein Käfer

## Theater
- 2016: América (Münchner Kammerspiele) – Regie: Stefan Pucher
- 2016: Der Fall Meursault – eine Gegendarstellung (Münchner Kammerspiele) – Regie: Amir Reza Koohestani